# فهرست گونه‌های ساختمان
فهرستی از گونه‌های ساختمان
یک گونه‌های ساختمان یک الگوی معماری است که برای هدفی خاص ساخته شده و بر اثر استفاده مکرر دارای اعتبار کلی است. برای انواع دیگر سازه، سازه‌های غیرساختمانی را ببینید.

## ساختمان‌های زراعتی
- کشتارگاه
- انبار کاه
- مرغداری
- خانه مزرعه
- انبار غله
- گلخانه
- آغل خوک
- انبار زیرزمینی غلات
- آلونک
- سیلو
- کشتارگاه
- اصطبل
- زیرزمین طوفان
- چاه آب

## ساختمان‌های تجاری
- تعمیرگاه خودرو
- کارواش
- مرکز همایش
- داروخانه
- جایگاه سوخت
- فاروم
- هتل
- کافی‌نت
- بازار
- Market house
- داروسازی
- آسمان‌خراش
- دکان
- مرکز خرید
- سوپر مارکت
- انبار
- رستوران
- فضای اداری
- سلمانی

## ساختمان‌های اقامتی
- مجتمع مسکونی
- آپارتمان
- بانگالو
- کاندو
- خوابگاه
- خانه دوپلکس
- خانه - فهرست گونه‌های خانه را ببینید
- خانه روستایی
- واحد انبوه‌سازی
- ویلا

## ساختمان‌های بهداشتی
- بیمارستان روانپزشکی
- بیمارستان
- خانه سالمندان
- قرنطینه
- دارالمجانین

## ساختمان‌های آموزشی
- بایگانی
- کالج
- مدرسه
- کتابخانه
- موزه
  - موزه هنری
- تماشاخانه
  - آمفی‌تئاتر
  - سالن کنسرت
  - سینما
  - تالار اپرا
- مدرسه شبانه‌روزی

## ساختمان‌های حکومتی
- سیتی‌هال
- کنسولگری
- دادگاه
- سفارت
- ساختمان آتش‌نشانی
- ساختمان میتینگ
- موت هال
- پارلمان
- پاسگاه
- ساختمان پست
- زندان
- شورا

## ساختمان‌های صنعتی
- کارخانه آبجوسازی
- کارخانه
- کارخانه ذوب فلز
- نیروگاه
- شراب‌خانه
- دستگاه آسیاب
- برج آب

## ساختمان‌های نظامی
- زرادخانه
- سربازخانه
- پناه‌گاه
- برج دیده‌بای
- ارگ (معماری)
- منطقه پرتاب موشک

## ساختمان‌های انباری و پارکینگ
- اسکله قایق
- پارکینگ طبقاتی
- آشیانه (هواگردها، برای هواپیما و فضاپیما
- سیلو

## ساختمان‌های مذهبی
- کلیسا
  - بازیلیکا
  - کلیسای جامع
    - دومو

  - نمازخانه
  - Oratory
  - کلیسای گرد
- مسجد
  - محراب مسجد
  - سارائو
- حسینیه
- صومعه
- مهرابه
- آتشکده
- ضریح
- کنیسه
- پرستشگاه
- پاگودا
- گردواره
- معبد هندو

## ساختمان‌های حمل و نقل
- فرودگاه
- پایانه اتوبوس رانی
- ایستگاه مترو
- ایستگاه تاکسی
- ایستگاه قطار
  - Signal box
- فانوس دریایی
- پارکینگ طبقاتی

## ساختمان‌های زیرساخت
- مرکز داده

## ساختمان‌های انرژی
- نیروگاه سوخت فسیلی
- نیروگاه هسته‌ای

## سازه‌های غیرساختمانی
- پل
- سالن سرپوشیده
- شهربازی